# Eleca
No se debe confundir con Eleca (m. 659), obispo ficticio de Córdoba.
Heleca o Eleca fue un eclesiástico español, obispo titular de Zaragoza a finales del siglo IX. 

## Biografía
A diferencia de su antecesor en la silla episcopal Senior, a quien los musulmanes habían permitido desarrollar su labor pastoral, Eleca fue desterrado de Zaragoza por éstos, dirigiéndose a Oviedo, donde el rey Alfonso III de Asturias tenía su corte. 
Algunos autores lo mencionan como obispo desde el año 860 u 864, 
pero históricamente sólo consta desde su asistencia al concilio de Oviedo del año 872, tras el cual le fueron asignadas las rentas de la iglesia de Santa María de Solís para su sustento. 
También se halló presente en la consagración del monasterio del Salvador de Valdediós el año 893 y en la de la catedral de Santiago de Compostela en el 899. 
La última noticia conocida sobre él data del año 902; se ignora la fecha y lugar de su fallecimiento.
No se tiene noticia de que dejara escrita cosa alguna, pero a principios del siglo XVII el jesuita Jerónimo Román de la Higuera compuso algunos fragmentos literarios atribuidos a Eleca, que fueron incluidos como adiciones a los falsos cronicones de Flavio Lucio Dextro y Marco Máximo.
 
Su condición de apócrifos quedó demostrada poco después.